# Camilla Collett
Jacobine Camilla Collett (født Wergeland (23. januar 1813 i Kristiansand –6. marts 1895 i Kristiania) var en dansksproget norsk forfatter og kvindesagsforkæmper.
Hun var søster til digteren Henrik Wergeland og generalmajor Oscar Wergeland og datter af Nicolai Wergeland. Hun tilbragte det meste af sine teenage-år på en afsluttende skole i Christiansfeld i Danmark.

## Biografi
Som syttenårig mødte Camilla Collet sin fars og bror Henriks litterære modstander Johan Sebastian Welhaven og forelskede sig i ham. Gennem det fjendskab, der udviklede sig mellem hendes bror og hendes elskede, blev hun isoleret i hjemmet, og Welhaven trak sig bort efter bruddet med hendes bror, hvad der gik hårdt ud over Camilla Collett. I 1839 forlovede hun sig med Peter Jonas Collett, som hun giftede sig med i 1841. Han fik stor betydning for hendes interesse for litteraturen. Efter forlovelsen i 1839 tilbragte hun et år i København, mens han var på dannelsesrejse i Europa. Her boede hun i perioder også senere.
Romanen Amtmandens Døtre blev planlagt sammen med hendes mand, men først færdiggjort efter hans død. Den udkom 1854-55. Welhaven var forbillede for den ene hovedperson. Amtmandens døtre var den første psykologiske roman i Norge og fik stor betydning for den følgende problemdigtning. Collett var påvirket af George Sand. Efter gennembrudsromanen udgav Collett flere samlinger med forskelligt indhold; essaysamlingerne Fortællinger (1861), I de lange nætter (1863) og Sidste blade (5 dele, 1868-73. De sidste to dele blev indledningen på det arbejde for kvindesagen, som herefter dominerede hendes forfatterskab)..
Blandt hendes senere værker er Fra de stummes lejr (1877) og Mod strømmen (1879-85).
Collettes samlede arbejder blev udgivet i 10 bind 1892-93

## Feminisme
Camilla Collett var en forkæmper for kvindesagen og for stemmeret for kvinder. Hun var norsk litteraturs første store kvindelige forfatter. Bag Colletts lange og banebrydende indsats for at forbedre kvinders uddannelse og styrke deres værdighed og respekt ligger en religiøs tro på, at Kristus har skabt mænd og kvinder som åndelige partnere. Collett sagde, at kirkefædrene begik en forbrydelse mod menneskeheden, når kvinder blev frataget den menneskelige værdighed. Denne forbrydelse skal alle mænd og kvinder afhjælpe. For Collett var feminismen en kamp for at give kvinder værdigheden tilbage, og manden en ligeværdig partner at udvikle sig sammen med.
Camilla Collett var det første æresmedlem af Norsk Kvinnesaksforening.

## Camilla Colletts betydning dengang og senere
Norske digtere som Jonas Lie, Alexander Kielland og Henrik Ibsen har erkendt deres gæld til Camilla Collett og hendes skrifter, og hun banede vej for kvindelige norske forfattere som Amalie Skram og Sigrid Undset. Hun fængsler i stigende grad læsere, både på grund af sin skæbne, forfatterskabet, temaer og sit uforgængelige engagement. Gustav Vigelands udtryksfulde statue er placeret bag Det Kongelige Slott i Oslo, og der findes også en statue af hende i Strandpromenaden i fødebyen Kristiansand.